# Moisés Santiago Bertoni
Moisés Santiago Bertoni (Mosè Giacomo Bertoni, Lottigna, 15 de junio de 1857-Foz do Iguaçu, 19 de septiembre de 1929) fue un naturalista, botánico y escritor anarquista suizo-paraguayo. Es conocido por su contribución significativa al campo de la botánica y la exploración científica en Paraguay.
Durante su vida en Paraguay, Bertoni llevó a cabo extensas expediciones botánicas en la región, recolectando y catalogando una gran variedad de especies vegetales. Descubrió y describió numerosas especies nuevas para la ciencia, y su trabajo fue fundamental para el estudio y la preservación de la flora paraguaya. Además, fue uno de los fundadores del Jardín botánico y zoológico de Asunción, y de la Reserva Natural del Bosque Mbaracayú en Paraguay, con el objetivo de proteger y conservar la diversidad biológica de la región.
Popularmente era conocido como «El Sabio Bertoni» y se lo considera uno de los inmigrantes más extraordinarios que hayan arribado a tierras paraguayas.
De nacionalidad suiza, nació en la pequeña aldea de Lottigna, en el cantón Ticino, el 15 de junio de 1857, hijo de Ambrogio Bertoni (abogado, jurisconsulto, funcionario y político ticinense) y de Giuseppina Torriani (maestra proveniente de la ciudad italiana de Milán).
Falleció el 19 de septiembre de 1929, a la edad de 72 años, en la ciudad de Foz de Iguazú (Brasil), a causa del paludismo. Sus restos descansan en Puerto Bertoni (Paraguay), debajo de los grandes árboles, muy próximo a su lugar de trabajo.

## Infancia y juventud
Sus estudios primarios y secundarios los realizó en un liceo de Lugano.
En el año 1874 fundó, en colaboración con su madre, el primer observatorio meteorológico de su pueblo natal, Lottigna, iniciando de esta manera una serie de estudios y observaciones que ocuparon su interés durante toda su vida.
En el año 1875 inició sus estudios de Derecho y Ciencias Naturales en la Universidad de Ginebra.
En 1876 se matriculó en la Facultad de Ciencias de la Universidad de Zúrich, donde conoció a Eugenia Rossetti, una estudiante de bioquímica de la cual se enamoró profundamente y con quien se casó el 4 de enero de 1876.
Ahí tomó contacto con las ideas anarquistas, y siguiendo los consejos de los ácratas Piotr Kropotkin y Élisée Reclus, decidió emprender un viaje a Sudamérica que cambiaria el rumbo de su vida.

## Primeros pasos
El 3 de marzo de 1884, a la edad de 26 años, abandonó su ciudad natal junto con su familia en el vapor Nord América con destino a Buenos Aires, Argentina. Esta decisión fue motivada por dos razones principales: la búsqueda de realizar sus ideales anarquistas de vivir de la agricultura y la satisfacción de su curiosidad científica. Su familia en ese momento estaba compuesta por su esposa Eugenia Rossetti, sus hijos suizos Reto Dividone Bertoni, Arnoldo de Winkelried Bertoni, Vera Zasulich Bertoni, Sofía Perovskaia Bertoni e Inés Bertoni, su madre Giuseppina (Josefina) Torriani, quien decidió acompañar a su hijo mayor dejando a su esposo Ambrogio y a su hijo menor, Brenno, en Suiza. Además, aproximadamente 40 agricultores también se unieron a su viaje.
Para el 30 de marzo de ese año (1884) desembarcó en Buenos Aires, y se entrevistó con el presidente de la Nación, el general Julio Argentino Roca, quien le facilita medios para viajar y «colonizar» el territorio de Misiones. Llega a Santa Ana y comenzó sus trabajos experimentales de agricultura, botánica, zoología, meteorología, etnografía, etc.
Si bien trabajó en la costa misionera del río Paraná, por razones políticas se traslada definitivamente al Paraguay, país del cual quedó completamente enamorado.

## Trayectoria

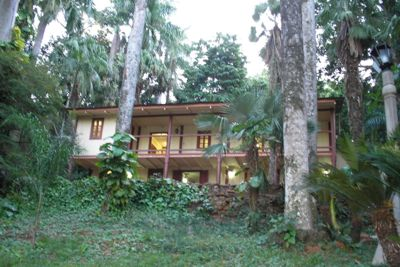
Casa de Moisés Bertoni en la ciudad de Presidente Franco (Paraguay).

Creó una comunidad de producción agrícola e investigación científica. Allí se encontraba su colega suizo Émile Hassler.
En Argentina nació su hijo Moisés Santiago Bertoni y en Paraguay, Guillermo Tell Bertoni, Aurora Eugenia Bertoni, Walter Fürst Bertoni, Werner Stauffacher Bertoni, Carlos Linneo Bertoni y Aristóteles Bertoni.
Estudioso y pionero, fue naturalista por antonomasia, y se le reconoce un gran amor por el país, expresado en su obra inmensa e inacabada, y extremadamente desconocida, pues trabajó aislado, sin apoyo estatal, ni fuentes, medios e instrumentos.
Sin embargo, investigó exhaustivamente, pasando por las ciencias físico-naturales, la antropología, el ensayo lingüístico e ideológico, las observaciones filosóficas y el comentario histórico.
Bertoni forma parte de un grupo de científicos fascinados por la novedad, el exotismo y la posibilidad de realizar nuevas investigaciones que ofrecían los extensos territorios vírgenes del continente, y su idea era afincarse creando las condiciones para instalar una colonia duradera en el Nuevo Mundo.
En 1891 fundó sobre la ribera del río Paraná, en una posesión de 12 500 ha (cinco leguas cuadradas o 125 km²), la Colonia Guillermo Tell, hoy conocida como Puerto Bertoni, la morada definitiva de la familia Bertoni.
Los cultivos de café, plátanos y cítricos daban a la familia los recursos económicos necesarios para vivir y continuar su obra científica. Con lo cual creó una fructífera comunidad que reunía a la producción agrícola e investigación científica, lejos de los bulliciosos centros urbanos.
Participó de la vida pública del país, y tras haber realizado investigaciones para cultivos adecuados en Paraguay, en 1896 el presidente de Paraguay, general Juan Bautista Egusquiza (1845-1902), lo llamó a fundar en Asunción la Escuela Nacional de Agricultura, que Bertoni dirigió durante nueve años.
En enero de 1898 creó la Fundación Moisés Bertoni.
Investigaba desde la frecuencia de las lluvias, hasta las costumbres nativas, incursionando en su lingüística, llevado por su interés en el vínculo de los idiomas nacionales.
Realizó estudios meteorológicos para los gobiernos paraguayo y argentino, escribió trabajos científicos, y
En 1901 creó en su casa la primera editorial e imprenta científica del Paraguay, Ex Sylvis, para publicar sus ensayos.
En 1903 organizó la Sociedad Nacional de Agricultura.
En 1905 asistió como delegado del Gobierno paraguayo al Tercer Congreso Científico Latinoamericano en Río de Janeiro (Brasil), donde presentó el primer trabajo Geología del Paraguay y dos nuevos aparatos meteorológicos por él inventados: un drosómetro y un fitotermómetro.
En 1910 concurrió ―comisionado por el Gobierno paraguayo― a la Exposición Internacional en Buenos Aires (Argentina), donde obtuvo medallas y diplomas. Ese mismo año representó al Paraguay en el Congreso Internacional Americanista que se celebró en la capital argentina. Allí tuvo ocasión de conocer a Florentino Ameghino y a Juan Brèthes. Con este último estableció una perdurable amistad y en 1918 le dedicó una nueva especie Montezumia brethesi. Su gesto fue respondido con la Nortonia bertonii Brethes 1924.
En 1914, el presidente de Paraguay lo nombró jefe de la Dirección de Agricultura de la Nación.
En 1922 concurrió como delegado de la República del Paraguay al Congreso Científico Internacional Americanista que se celebró en Río de Janeiro (Brasil), en el que presentó importantes trabajos sobre antropología y etnografía guaraní, recopilados en su obra La civilización guaraní.
Falleció el 19 de septiembre de 1929, a la edad de 72 años, en la ciudad de Foz de Iguazú (Brasil), a causa del paludismo, sin tener noticias de la muerte de su esposa, Eugenia Rossetti, ocurrida tres semanas antes en la ciudad de Encarnación, ubicada al sur del Paraguay.
Al día siguiente fue regresado a Puerto Bertoni, donde descansa debajo de los grandes árboles, muy próximo a su lugar de trabajo, su escritorio y a las tumbas de su madre, la Nonna Peppina y su hijo Carlos Linneo Bertoni.

## Investigaciones

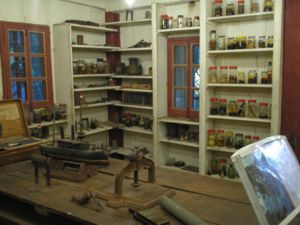
El laboratorio de Moisés Bertoni, reconstruido en su casa gracias a un convenio con la Comunidad Helvética.

Investigó exhaustivamente, pasando por las ciencias físico-naturales, la antropología, el ensayo lingüístico e ideológico, las observaciones filosóficas y el comentario histórico.
Se dedicó a investigar desde la frecuencia de las lluvias hasta las costumbres de los nativos del lugar e incursionó en lingüística.
Bertoni describió 91 nombres de plantas nuevas para la ciencia.
Bertoni realizó diariamente durante más de cincuenta años la tarea de controlar la humedad, el viento y la temperatura.
La aventura de crear una colonia de producción agraria ocupó todo su esfuerzo.
Fue muy poco reconocido, ya que trabajó aislado, desprovisto de apoyo estatal, misérrimo de fuentes, medios e instrumentos.
Desde su pequeño reducto, conectado al mundo solamente a través del río, se comunicó con centros de aprendizaje de casi todos los continentes.

## Colecciones botánicas
Sus colecciones botánicas están conservadas en la Sociedad Científica del Paraguay, luego de haber sido completamente restauradas por el Conservatoire et Jardín Botaniques de la Ville de Genève (Suiza).

## Obra
- 1878: Nuovo compendio di geografía. Bellinzona (Ticino): Colombi, 1878.
- 1882: Revista Científica Svízzera, su primera publicación científica.
- 1882: el Gobierno federal suizo le encarga la reorganización de la red meteorológica de su país, lo cual realiza y un año después publica un interesante estudio al respecto.
- 1886: Moisés Bertoni, la voce del Ticino; en ese año la sequía obligó a abandonar Santa Ana con su familia y mudarse a Yabebirý.
- 1901: Almanaque agrícola paraguayo, publicado en su propia imprenta. Puerto Bertoni: Imprenta y Edición Ex Sylvis, 250 págs.

Un calendario que predice las lluvias y las sigue prediciendo, a 95 años de su muerte.
- 1903: Agenda agrícola del Paraguay, publicado en su propia imprenta. Puerto Bertoni: Imprenta y edición Ex Sylvis, 360 págs.
- 1903: Agenda y mentor agrícola (Agenda agrícola paraguayo y Almanaque agrícola paraguayo). Asunción: Talleres Nacionales de H. Kraus, 360 p.
- 1903: Agenda y almanaque agrícola paraguayo: conteniendo la indicación de los trabajos agrícolas de cada mes (360 p.) Asunción: H. Kraus, 2.ª edición, 1903
- 1904: Meios praticos para combater o gorgulho do milho (13 págs.). Bahía (Brasil): Oficinas do Diario de Bahia, 1904.
- 1905: Plantas usuales del Paraguay: Alto Paraná y Misiones; nomenclatura, caracteres, propiedades a aplicaciones según los estudios del autor, o datos de personas fidedignas o el uso que de ellas hacen los indios, incluyendo un estudio físico e industrial de las maderas (100 p.) Asunción (Paraguay): Talleres Nacionales de H. Kraus, 1905.
- 1905: La enseñanza agrícola (34 págs.). Asunción: Kraus, 1905.
- 1907: Resumen de geografía botánica del Paraguay. Asunción: s. n. 1907.
- 1909: La cubierta verde y la supresión de la escarda en las plantaciones (18 p.)
- Plantae Bertonianae: les onothéracées du Paraguay. Asunción: Talleres Nacionales de H. Kraus, 1910. 22 p.
- 1910: Descripción física y económica del Paraguay: Plantae Bertonianae. S. L.: s. n., 20 p.
- 1911: Contribución preliminar al estudio sistemático, biológico y económico de las plantas paraguayas. S.l.: s.n. 2.ª ed. s. f.
- 1911: Nuevo método para el cultivo del banano: práctica del «rozado sin quemar». Puerto Bertoni: Imprenta y Ediciones Ex Sylvis, 14 p.
- 1912: Contribución al estudio de la gomosis del naranjo y su tratamiento. Asunción: Imprenta La Colmena, 1 pl, 13, 4 p.
- 1913: Fauna paraguaya. S. L.: s. n. 1913.
- 1913: Descripción física y económica del Paraguay. Asunción: Brossa, 1913.
- 1913: Resumen de prehistoria y protohistoria de los países guaraníes (162 págs.): conferencias dadas en el Colegio Nacional de segunda enseñanza de Asunción los días 26 de julio, 8 y 21 de agosto de 1913. Asunción: J. E. O'Leary, 1914. 1 pl. XlV.
- 1914: Ortografía guaraní sobre la base de la ortografía internacional adoptada por los congresos de zoología y botánica, con arreglo a la ortografía lingüística adoptada por el congreso científico internacional de Buenos Aires (1910) y a la generalmente seguida por los lingüistas estadounidenses. Asunción: M. Brossa, 1914. 22 p.
- Tirada aparte ampliada de la monografía «Plantas usuales: introducción, nomenclatura, y diccionario de los géneros latino-guaraní de la obra Descripción física y económica del Paraguay
- 1914: Las plantas usuales del Paraguay y países limítrofes: caracteres, propiedades y aplicaciones con la nomenclatura guaraní, portuguesa, española, latina y la etimología guaraní incluyendo un estudio físico e industrial de las maderas (78 págs.). Asunción: M. Brossa, 1914.
- 1914: Estudio físico e industrial de las maderas.
- Descripción física y económica del Paraguay, numeración novenal 31; introducción, nomenclatura y diccionario de los géneros botánicos latino-guaraní. S. l.: s. n. s. f.
- 1916: dibuja y publica (en diez colores) el primer mapa de la región oriental del Paraguay; contiene informaciones fisiográficas y climáticas.
- 1918 instala en Puerto Bertoni una imprenta propia a la que llama Ex Sylvis. La utiliza para publicar su extensa obra escrita, de la cual quedó inédita una gran parte.
- 1927: De la medicina guaraní. Etnografía sobre plantas medicinales. Imprenta y edición Ex Sylvis, Puerto Bertioni, Paraguay
- Resumen de prehistoria y protohistoria, de los países guaraníes 162 p. Asunción: Brossa, s. f.
- El cacao; su posible aclimatación en el Paraguay.
- Plantas usuales del Paraguay, el alto Paraná y Misiones: nomenclatura, caracteres, propiedades y aplicaciones.
- La abreviatura «Bertoni» se emplea para indicar a Moisés Santiago Bertoni como autoridad en la descripción y clasificación científica de los vegetales.[4]

## Abreviatura (zoología)
La abreviatura Bertoni, M  se emplea para indicar a Moisés Santiago Bertoni como autoridad en la descripción y taxonomía en zoología.